# VSO
VSO (Verb Subject Object) – typ języka, w którym zdanie zaczyna się od orzeczenia, potem następuje podmiot, a na końcu dopełnienie. Jako naturalny szyk występuje w 9,20% języków.

## Przykładowe językiVSO
Są to m.in. język arabski, tahitański, hawajski, tonga czy wyspiarskie języki celtyckie (np. walijski, szkocki, irlandzki).
Szyk zdania VSO występuje również w konstrukcjach zdań pytających w językach grupy germańskiej (np. niemiecki, niderlandzki) czy we francuskim.

## Przykładowe zdanieVSO
- Zjadł (orzeczenie) Wojtek (podmiot) jabłko (dopełnienie).